# 太歲

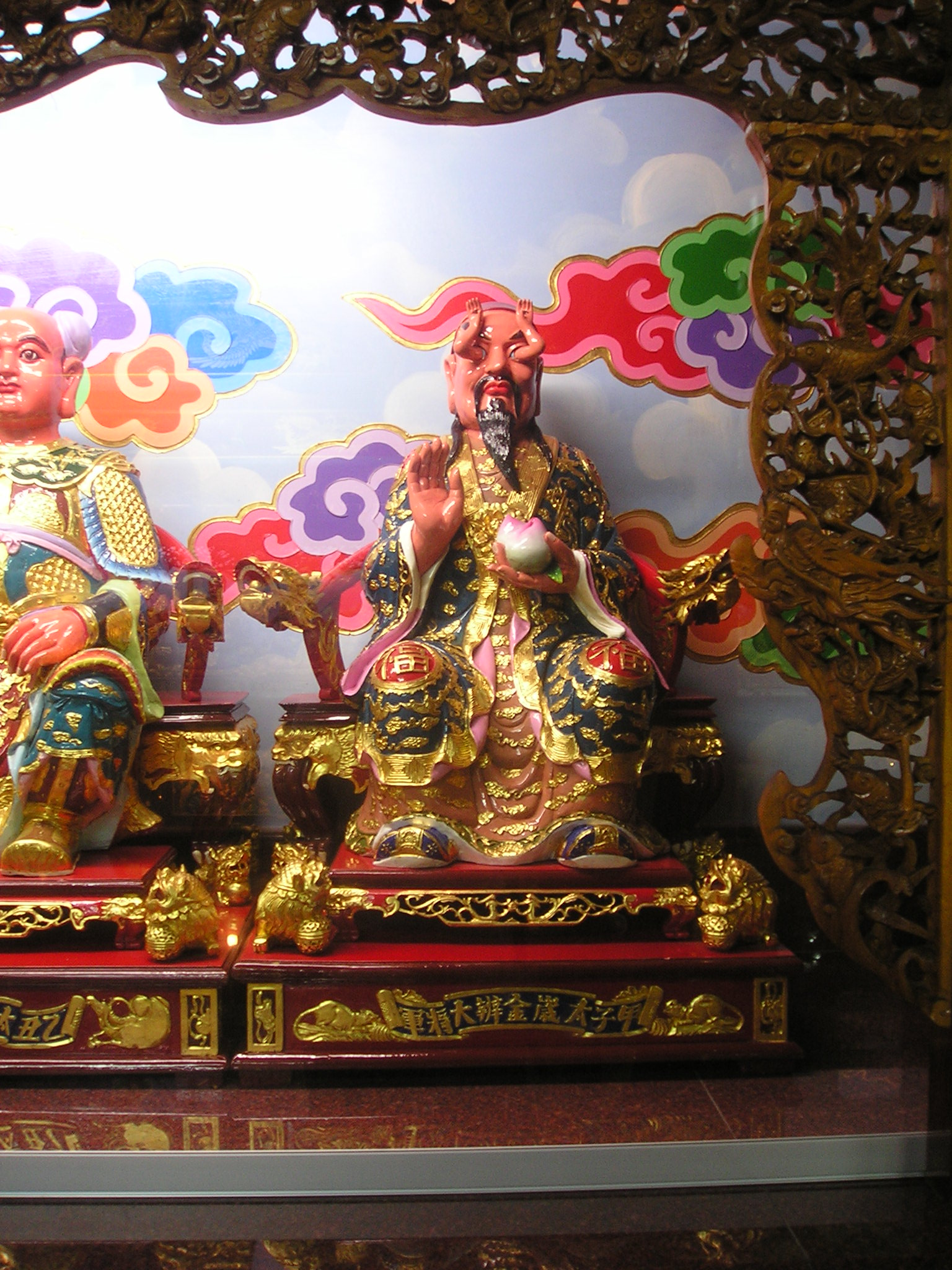
甲子太歲金辨大將軍

太歲是中國古代天文和占星中的一顆虛擬的星，與歲星（木星）運行軌道相同但方向相反，爾後演變成一種道教和民間信仰的神祇。

## 太歲起源
中國春秋戰國時採用「歲星紀年法」，就是用木星在天上的位置來表示年度，由於木星繞行太陽一周天約略為12年（由於行星有順逆伏留的現象，故以「約略」表示。這也是「歲星超辰」的主因）。
《續文獻通考·郊社考卷一百九》：「太歲者，十二辰之神。木星一歲行一次，歷十二辰而一周天，若步然也。自子至巳為陽，自午至亥為陰，所謂太歲十二神也。」古人將周天分成十二段，每段對應一個地支。而木星每十二年繞太陽一周，大致上就是每歲行一次。
是故，值年木星的真實位置，就在值年地的六合位。例如:子年，木星在丑；辰年，木星在酉，寅年，木星在亥；卯年，木星在戌，午年，木星在未。巳年，木星在申，剛好形成中國地支的「六合」。

## 太歲信仰
太歲最早出現在《荀子·儒效》篇中，而避太歲的信仰則是從避歲星的占星術中分化出來的，兩種信仰在戰國時代常常混淆，一直要到漢代以後才逐漸釐清，人格化的太歲神更至宋代才出現。
古時候將太歲視為天神中最尊貴者或君王，《淮南子·天文訓》：「天神之貴者，莫貴於青龍（太歲別名），或曰天一，或曰太陰」。東漢王充的《論衡》說：「太歲之意，猶長吏之心也。」南宋祝泌的《六壬大占》說：「帝王繫命於太歲、后妃繫命於歲之陰。」清代《協紀辨方書》則做出總結：「太歲，君象，其方固上吉之方，而非下民之所敢用。」太歲為貴神，其所在之向當然也是尊貴吉利的，但是黎民百姓卻因為太歲所在的方向太過於尊貴，反而必須避開，以符合上下尊卑的身分。
太歲並不是凶神，而是守護神。明代《三命通會》說：「真太歲，又名轉趾煞，要大運日主與太歲相和相順，其年則吉；若值刑衝破害，與太歲相戰克則凶。」與太歲相順則吉，相逆則凶，並非指太歲是凶煞星；清末民初的命算大家袁樹珊（1881-?）亦認為：「夫太歲，至尊，非煞也。」
清代《協紀辨方書》也說：「《廣盛曆》曰：歲破者，太歲所沖之辰也，其地不可興造、移徙、嫁娶、遠行，犯者主損財物及害家長。惟戰伐向之吉。……按，歲破為最凶之神，而《廣盛曆》云『戰伐向之吉』者，蓋向歲破、即坐太歲而敵人乃居歲破之位也，然則乃是用太歲，非用歲破也。」只要坐太歲（亦即背對太歲），讓敵人面向太歲，那麼敵人就陷於「歲破」的大凶位，因此背太歲者吉，面太歲者凶，不言可喻。從以上的討論，只要依照「右背刑，左前德」的規則，就可以安處在吉位，一旦不按此律，那麼在前、後、左、右排列組合後，漸漸由吉轉凶，而以「迎刑左德（背德面刑）」為最凶。但是後來太歲的吉神面向被忽略，成為了一個凶神了。
相傳金章宗因其母親徒單太后患病，而首創祭拜「本命星」之俗，以求母病速癒，這是北京白雲觀祭祀太歲的由來，後演變為安太歲。當時江南也有安奉太歲之俗，主要為改善家中風水。
一直到清代，中國官方在每年立春日會在「迎春」禮的時候祭祀春神、春牛、芒神和太歲，不過民間並不參與立春拜太歲的活動，這個傳統的起源還不清楚，但一直持續到宣統退位，民國建立才跟著消失。

### 安太歲

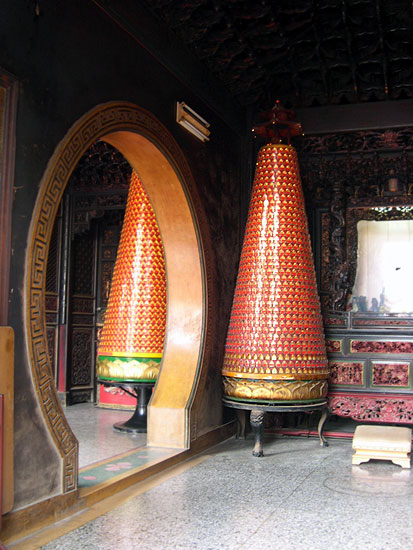
鹿港天后宮的太歲燈

安太歲是一種民間信仰，香港稱攝太歲。民間相信當太歲運行到某個生肖的位置，屬該生肖及其相對生肖者謂之「犯太歲」（如鼠年，太歲本命沖屬鼠者，對沖屬馬者），民眾唯恐觸怒太歲於己不利，便於當年祭拜太歲神以祈福消災，此活動便為「安太歲」、「拜太歲」。
欲安太歲的信徒多於接神日以後，元宵節以前，以紅、黃色紙書上「本年太歲星君到此」或「本年太歲星君神位」或「一心敬奉太歲星君」之類字樣，貼在家中晨昏焚香禮禱，並於年底送神日祭拜後撕下，與紙錢、紙馬一同焚化「送神上天」。學者陳峻誌博士認為此習俗來自宋朝道教雷法傳統，而後滲透到風水術術中，使民眾以符籙請太歲神來護衛家宅。
1990年代之前，臺灣信徒安太歲多半僅在家中自行祭拜，其後則各地寺廟開始流行為信徒安太歲，與中國大陸、港澳等地類似。大部分臺灣廟宇主張正沖、對沖兩個生肖民眾安太歲即可，不過有部分廟宇則主張本沖、對沖、左右偏沖者都需要安太歲，有四個生肖、六個生肖都需安太歲之說，由於生肖太多，引起質疑聲浪。亦有部分廟宇保持發放太歲符的傳統，如臺灣臺北市行天宮。

### 太歲神

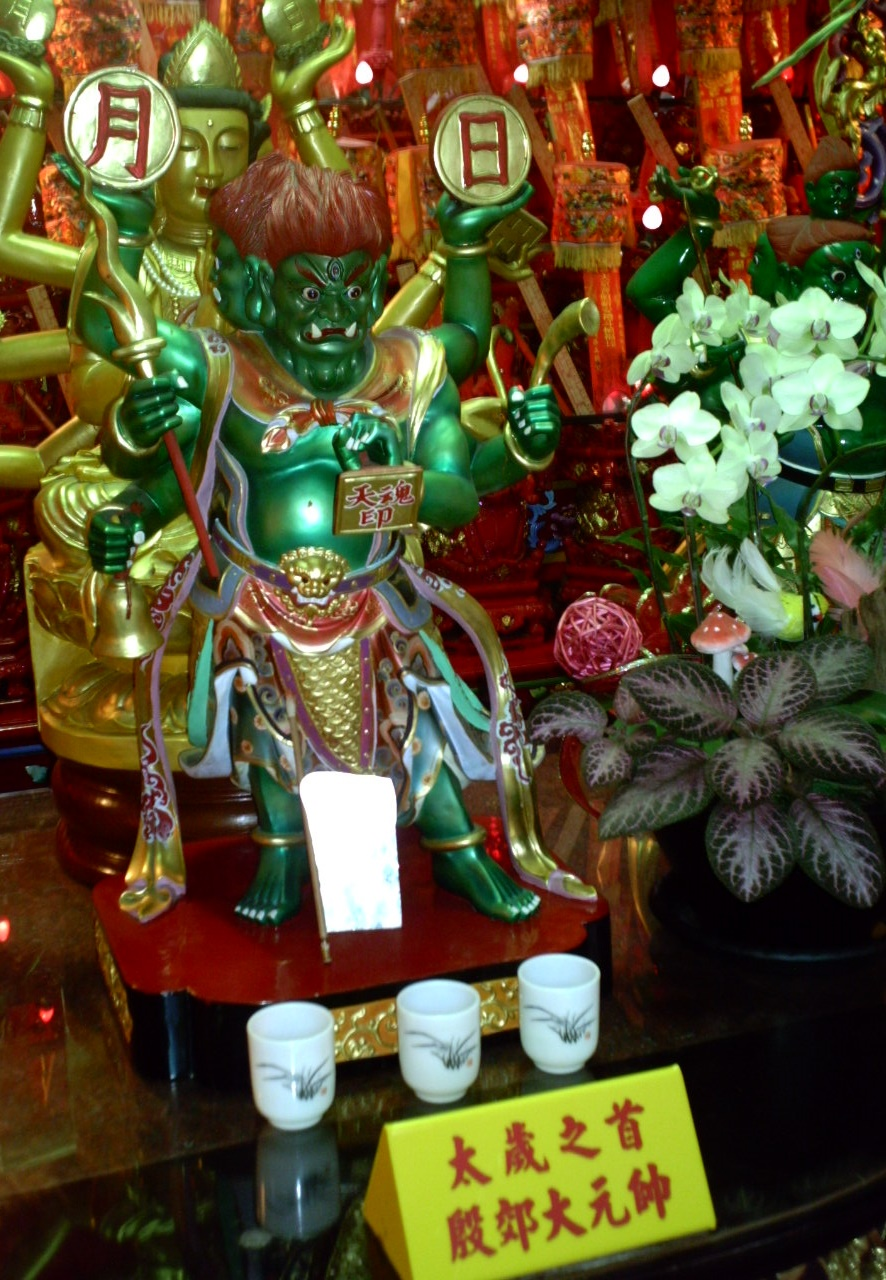
殷郊神像，六十位太歲星君之領袖，攝於竹南后厝龍鳳宮

在戰國時代，太歲已經成為當時流行的數術中的一個神煞，不過漢代以前的文獻沒有祭拜太歲神的紀錄。最早將太歲視為神明的記載見於東漢王充《論衡‧譋時篇》：「太歲，歲月之神；用罰為害，動靜殊致，非天從歲月神意之道也。」自此之後，「太歲」就一直是潛伏在民間的凶神，通常並不祭祀，但又有若干與之相關的傳說，內容都是某人冒犯太歲而遭受到災難。
目前可考證的最早人格化太歲神是殷郊，被認為是太歲的領袖。南宋咸淳十年（1274年）作序的彭元泰《天心地司大法》（收錄於《道法會元》），文中便有「北極御前顯靈體道助法馘精滅魔地司猛吏太歲大威力至德元帥殷郊」的稱號，以及若干關於召請殷郊降臨的咒法。元代《三教搜神大全》則記載一神人喚作「太歲殷元帥」，該傳長達六百五十餘字，而大部分的故事與《封神演義》非常相近，由以上可知殷郊的傳說在宋、元時已經成形。明代《封神演義》亦提及殷郊為「值年歲君太歲之神」。
臺灣目前奉祀殷元帥的寺廟並不多，主要奉祀方式有下面兩種：
- 作為太歲殿之主神－如高雄市新興區大港埔鼓壽宮。新北市淡水區正興宮[7]、臺南市關廟山西宮、苗栗縣竹南后厝龍鳳宮則同時奉祀斗姥元君（道教中眾星之母）和殷元帥。
- 作為玉皇上帝之護法神－如新北市樹林區五聖山慈鳳宮凌霄寶殿、雲林縣褒忠鄉馬鳴山鎮安宮靈霄寶殿等。

另有部分廟宇如高雄市前鎮區無極天正興宮一樓主祀殷郊太子；臺南市安平區金門館海頭社伍德宮、新北市泰山區奉德宮（前述伍德宮分靈）、高雄市苓雅區無極德原宮、高雄市旗津區開基旗和堂等亦配祀之，並多以農曆七月十九日為其聖誕。
六十太歲則被認為與六十甲子互相對應，每一年各有一位太歲神輪值。此信仰出自清代北京白雲觀，由於佛教摩利支天菩薩信仰傳入中國後，被道教視為北斗與眾星之母，故稱斗姆元君或斗姥元君。白雲觀先禮斗姥元君後拜太歲的做法在華人世界廣為流傳；也有道士教導犯太歲的信徒，每天早起洗漱之後，念七遍「唵摩利支娑婆訶」，祈求斗姥元君化解一切災難。
也有廟宇把首年太歲星君（甲子年太歲）視為太歲的代表，如臺灣高雄市鳳山區五甲龍成宮。

#### 《三命通会》中的太岁
《三命通会·卷二·论太岁》也提到了太岁，说太岁是一种神祇，是一年的主宰，诸神的领袖；还说根据生辰八字不同，可推断当年太岁对命主有利还是有害。
按照时间上来分，太岁分为游行太岁和当生太岁两种。前者为当年的轮值太岁，比如丙子年的太岁为郭嘉；后者为命主出生时所对应的太岁，比如丁丑年出生的人的当生太岁是汪文。命主的大运与太岁和谐，表示一年顺利；大运与游行太岁不和，则当年不顺。命主的日干伤克游行太岁，祸较轻；命主的日干被游行太岁所伤科，其祸较重。
按照命主的日柱与当生太岁的关系，太岁又可以分为真太岁和征太岁两种。前者是与命主日柱等同的太岁，比如甲子日出生的人的正好遇到甲子年（甲子太岁），那么这个太岁就是此人的真太岁，又叫转趾煞；后者是被命主日柱相冲克的太岁，被命主的大运干支冲克的太岁，或者与命主日柱性质相反的太岁。碰到真太岁的人，如果大运干支与太岁干支相和，则吉，反之则凶；碰到征太岁的人，则凶。
需要注意的是，以上所说的吉凶只是大致的趋势，也就是说，如果与太岁相和，可是命主四柱中的其他部分扰乱了这种关系，那么也会由吉转凶；如果与太岁不和，可是命主四柱中的其他部分起到了调解的作用，那么也会转祸为福。比如，癸巳日生的人遇到癸巳年，这是真太岁，本应该是吉，可是偏偏他的大运是丁亥，丁亥与癸巳冲克（丁火与癸水相克，亥水与巳火相克），因此这年是凶年。再如，甲日出生的人克戊年太岁（甲木克戊土），本应是凶，但如果此人四柱中有癸来与戊相合（戊为阳土，癸为阴水，阳干克阴干为相合），戊癸化合生火，便可以制服甲木，这样一来，就可能逢凶化吉。

#### 十二太歲
十二太歲，為通書、農民曆常使用的神煞。根據唐代李淳風的四利三元，「一太歲、二太陽、三喪門、四太陰、五官符、六死符、七歲破、八龍德、九白虎、十福德、十一弔客、十二病符，太陽、太陰、龍德、福德為吉，餘方為凶。」
如2012年為壬辰年肖龍為太歲，肖兔為病符，應以順行排列十二太歲。《四庫全書》子部《協紀辨方書‧乾坤寶典》曰：「病符」主災病，常居歲後一辰。曹震圭曰：居歲後一辰是言「舊歲」也。新歲將旺，舊歲必衰，衰則病也。所謂「舊歲」亦是「舊太歲」也，「新歲」為「辰」；「舊歲」為「卯」。
病符：子年在亥；丑年在子；寅年在丑；卯年在寅；辰年在卯；巳年在辰；午年在巳；未年在巳；申年在未；酉年在申；戌年在酉；亥年在戌。

#### 六十太歲
原本南北朝有六十位甲子神，直至清代全真道龍門派道士柳守元所編之《太上靈華至德歲君解厄延生法懺》才出現六十位太歲星君之姓名，取代原先的六十甲子神，然而不僅各地流傳的神明稱號用字不同，甚至沒有任何太歲神的傳說。2005年8月，上海城隍廟住持陳蓮笙道長和香港蓬瀛仙館黎顯華道長號召主編了一部宣稱經過神諭下完成的《太歲神傳略》，為六十位太歲神做了個別的傳記，不過學者陳峻誌博士質疑之。
| 六十太歲星君        | 六十太歲星君        | 六十太歲星君        | 六十太歲星君        | 六十太歲星君        | 六十太歲星君        | 六十太歲星君        | 六十太歲星君        | 六十太歲星君        | 六十太歲星君        |
| ------------------- | ------------------- | ------------------- | ------------------- | ------------------- | ------------------- | ------------------- | ------------------- | ------------------- | ------------------- |
| 甲子太歲 金辨大將軍 | 乙丑太歲 陳材大將軍 | 丙寅太歲 耿章大將軍 | 丁卯太歲 沈興大將軍 | 戊辰太歲 趙達大將軍 | 己巳太歲 郭燦大將軍 | 庚午太歲 王濟大將軍 | 辛未太歲 李素大將軍 | 壬申太歲 劉旺大將軍 | 癸酉太歲 康志大將軍 |
| 甲戌太歲 施廣大將軍 | 乙亥太歲 任保大將軍 | 丙子太歲 郭嘉大將軍 | 丁丑太歲 汪文大將軍 | 戊寅太歲 魯先大將軍 | 己卯太歲 龍仲大將軍 | 庚辰太歲 董德大將軍 | 辛巳太歲 鄭但大將軍 | 壬午太歲 陸明大將軍 | 癸未太歲 魏仁大將軍 |
| 甲申太歲 方傑大將軍 | 乙酉太歲 蔣崇大將軍 | 丙戌太歲 白敏大將軍 | 丁亥太歲 封濟大將軍 | 戊子太歲 鄒鐺大將軍 | 己丑太歲 傅佑大將軍 | 庚寅太歲 鄔桓大將軍 | 辛卯太歲 范寧大將軍 | 壬辰太歲 彭泰大將軍 | 癸巳太歲 徐單大將軍 |
| 甲午太歲 章詞大將軍 | 乙未太歲 楊仙大將軍 | 丙申太歲 管仲大將軍 | 丁酉太歲 唐傑大將軍 | 戊戌太歲 姜武大將軍 | 己亥太歲 謝太大將軍 | 庚子太歲 盧秘大將軍 | 辛丑太歲 楊信大將軍 | 壬寅太歲 賀諤大將軍 | 癸卯太歲 皮時大將軍 |
| 甲辰太歲 李誠大將軍 | 乙巳太歲 吳遂大將軍 | 丙午太歲 文哲大將軍 | 丁未太歲 繆丙大將軍 | 戊申太歲 徐浩大將軍 | 己酉太歲 程寶大將軍 | 庚戌太歲 倪秘大將軍 | 辛亥太歲 葉堅大將軍 | 壬子太歲 丘德大將軍 | 癸丑太歲 朱得大將軍 |
| 甲寅太歲 張朝大將軍 | 乙卯太歲 萬清大將軍 | 丙辰太歲 辛亞大將軍 | 丁巳太歲 楊彥大將軍 | 戊午太歲 黎卿大將軍 | 己未太歲 傅黨大將軍 | 庚申太歲 毛梓大將軍 | 辛酉太歲 石政大將軍 | 壬戌太歲 洪充大將軍 | 癸亥太歲 虞程大將軍 |

## 參看
- 太歲紀年

## 外部連結
- 洪百堅. . 道教學術資訊網站. 1998  [2019-08-01]. （原始内容存档于2019-08-01） （中文（臺灣））.－本文提供五種版本的太歲名諱
- . 三重玄聖殿.   [2019-08-01]. （原始内容存档于2019-08-01） （中文（臺灣））.－本文提供六十太歲之個別傳記